# Dorfkirche Löhsten

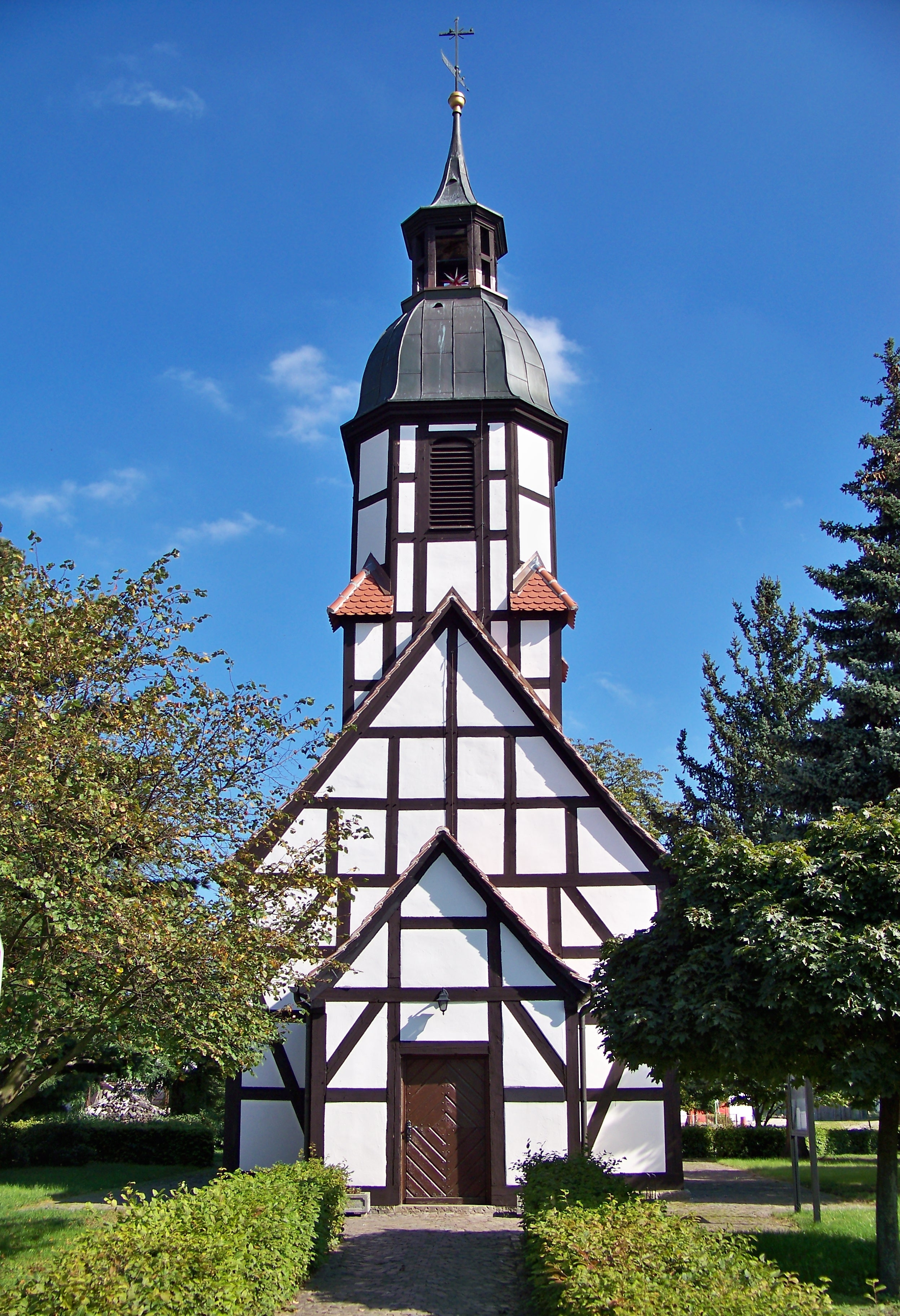
Dorfkirche Löhsten

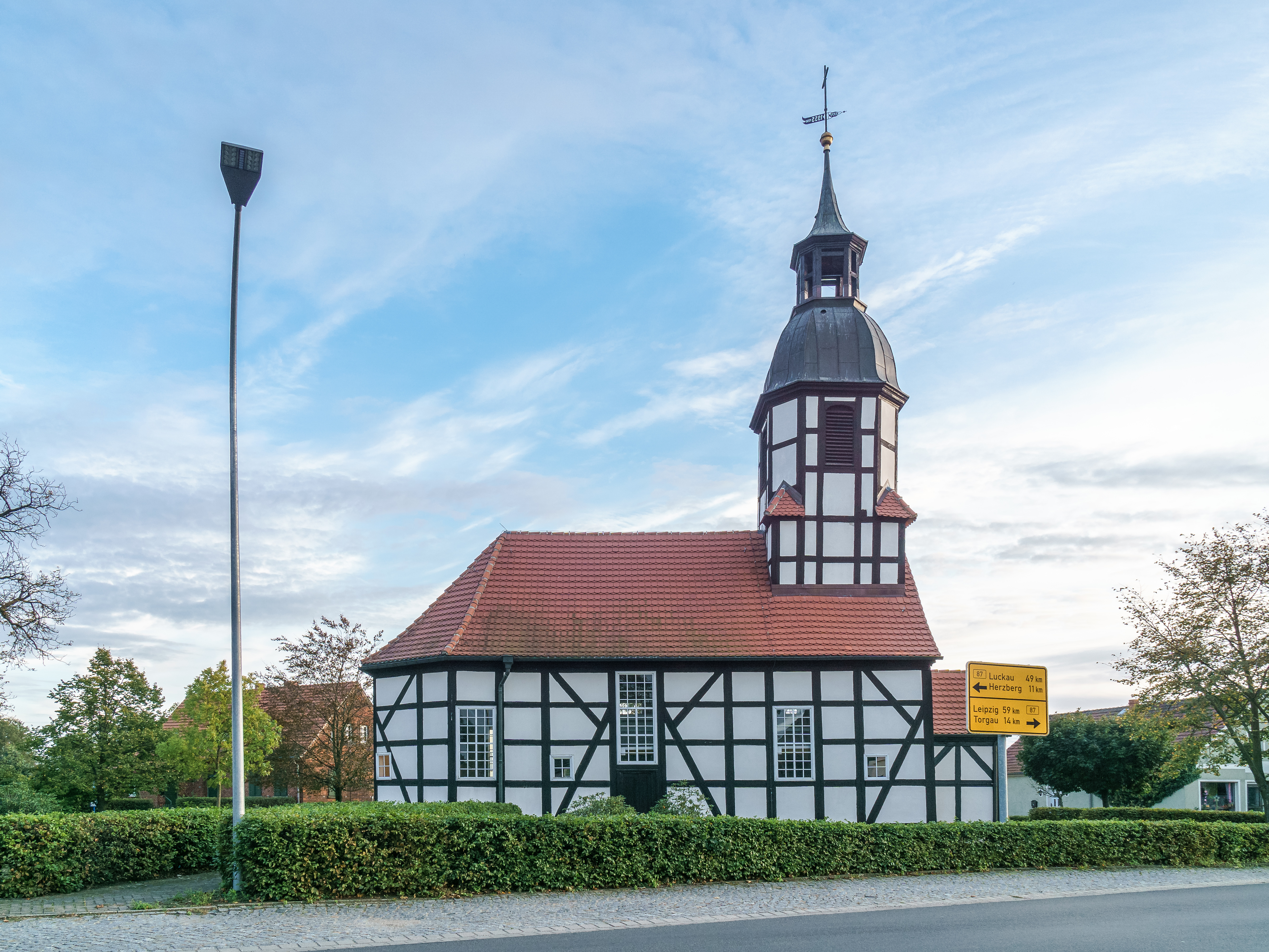
Seitenansicht

Die evangelische Dorfkirche Löhsten ist ein denkmalgeschütztes Kirchengebäude in Löhsten, einem Ortsteil der amtsfreien Stadt Herzberg (Elster) im südbrandenburgischen Landkreis Elbe-Elster. Hier ist das Bauwerk im Ortszentrum auf dem Dorfanger zu finden. 

## Baubeschreibung und -geschichte

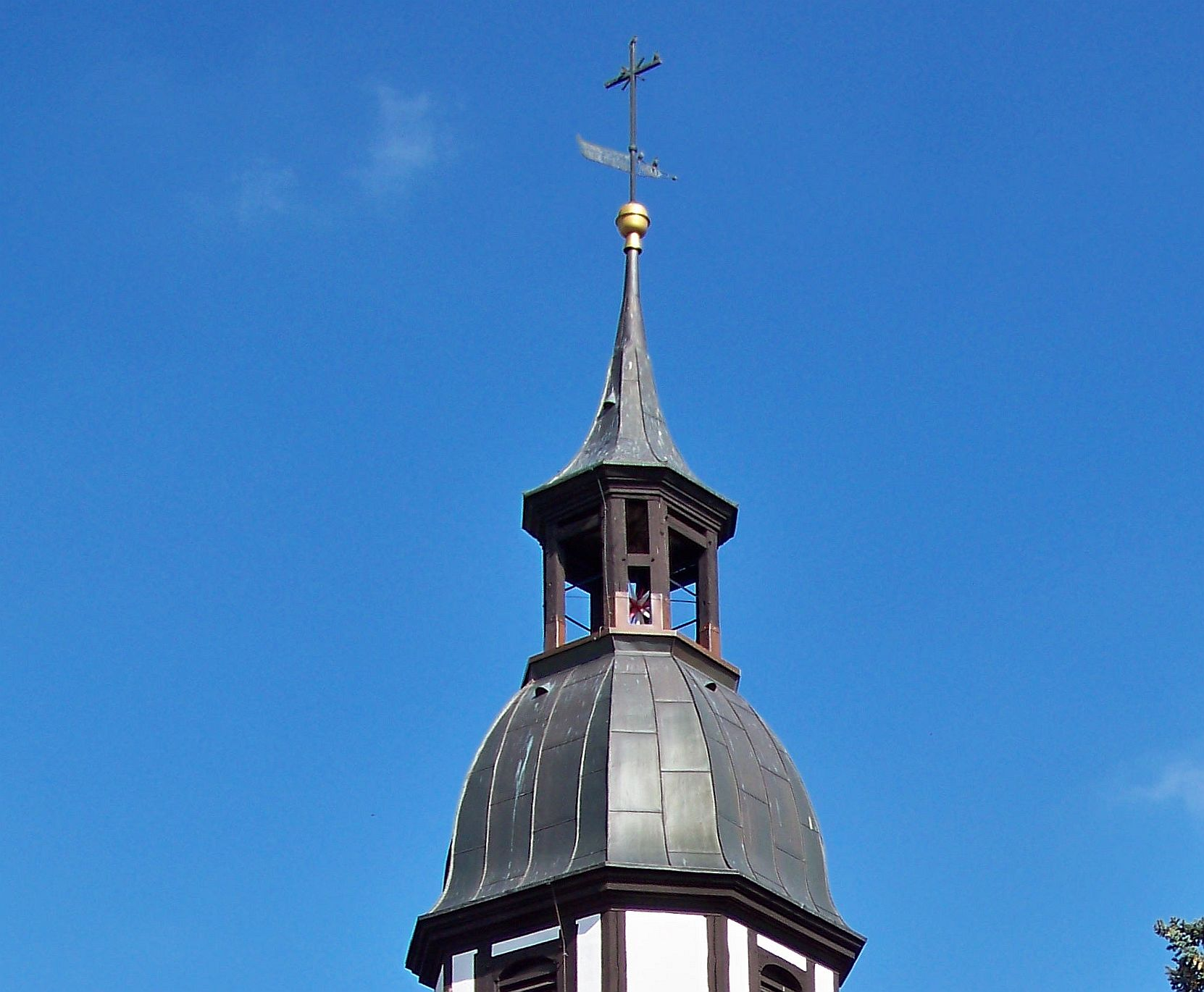
Turmhaube mit Laterne, Kreuz und Wetterfahne.

In Löhsten befand sich ursprünglich eine im Jahre 1500 errichtete hölzerne Kirche, die den Heiligen Johannes und Barbara gewidmet war. Sie war im 16. Jahrhundert eine Filiale der Kirche in Döbrichau.
Der Herzberger Superintendent Benjamin Gottlieb Clemens und der Kreischauer Gerichtsverwalter Johann Carl Lehmann regten am 15. September 1770 beim Konsistorium Wittenberg den Bau einer neuen Kirche in Löhsten an. Ursache dafür war die außerordentlich große Baufälligkeit und das über alle Maße schlechte Aussehen der aus lauter Holz, ohne einen einzigen Stein, Lehm oder Kalk erbauten alten Kirche und des Turmes. Allen auswärtigen Passanten sei diese Kirche ein Ärgernis. Die Kirchengemeinde in Löhsten würde zwar nur aus 16 Männern und deren Familien bestehen, aber diese seien von der Notwendigkeit eines neuen Kirchen- und Turmbaues überzeugt und hätten bereits unter sich erstes Geld dafür eingesammelt. Bauanschläge und ein Riss des Kirchenneubaues wurden gleichzeitig beim Konsistorium eingereicht. Dort wollte man zunächst wissen, womit die Baukosten beglichen werden sollen. Nachdem dies vom Superintendenten und Gerichtsverwalter ausführlich erläutert worden war, genehmigte das Konsistorium Wittenberg am 21. November 1770 den Kirchenneubau in Löhsten.
Doch verzögerte sich der Neubau durch die damals erfolgte Teuerung im Kurfürstentum Sachsen, die auch die Bewohner von Löhsten hart traf, so dass zunächst keine ausreichende Gelder für den Kirchenbau zur Verfügung standen. So wurde erst im Frühjahr 1777 damit begonnen, wobei man sich statt einer durchgehenden Ausführung der Kirche in Stein für die preiswertere Fachwerkbauweise entschied. Es handelt sich um einen rechteckigen Saalbau mit dreiseitigem Ostschluss. Im Westen des Kirchenschiffs befindet sich ein zunächst quadratischer Kirchturm in Form eines Dachreiters. Der Turm geht in Höhe des Dachfirstes ins Oktogonale über und verfügt über eine Schweifhaube und Laterne. Im Westen des Bauwerks ist eine Vorhalle zu finden.
Bereits im November 1777 konnte die neue Kirche in Löhsten durch eine Predigt des neuen Herzberger Superintendenten feierlich eingeweiht werden. Aus diesem Anlass verehrte der Wirt der Schenke in Löhsten, Johann Christian Schurath, zwei Zinnleuchter mit gelben Wachskerzen für den Altar.

## Ausstattung (Auswahl)
Das Innere der Kirche ist von einer flachen Putzdecke und einer hier befindlichen Hufeisenempore geprägt. Zu den weiteren Ausstattungsstücken zählen eine kelchförmige hölzerne Taufe und ein Kanzelaltar aus dem 18. Jahrhundert. Die in der Kirche vorhandene Glocke besteht aus Bronze und stammt aus dem beginnenden 14. Jahrhundert.
Weiters ist in der Kirche eine Orgel des vermutlich aus Dresden stammenden Orgelbaumeisters Kauffmann aus der Zeit um 1800 zu finden, wobei die Herkunft bisher allerdings nicht eindeutig geklärt ist. Die Orgel verfügt über acht Register auf einem Manual und Pedal mit mechanischer Schleiflade.
Die Kirche in Löhsten gehört heute zum Pfarramt Rehfeld im Kirchenkreis Bad Liebenwerda der Evangelischen Kirche in Mitteldeutschland. Der Kirchengemeinde gehören neben Rehfeld und Löhsten auch Züllsdorf, Beyern, Fermerswalde und Kölsa an.

## Gefallenendenkmal
Unmittelbar vor der Kirche befindet sich ein Gefallenendenkmal für die im Ersten und Zweiten Weltkrieg gefallenen Dorfbewohner. Das Denkmal besteht aus einer auf einem fünfstufigen Sockel befindlichen Stele. An den Seiten sind Namenstafeln und an der Front eine Tafel mit der Inschrift „Zum Gedenken der Opfer beider Weltkriege“ angebracht.

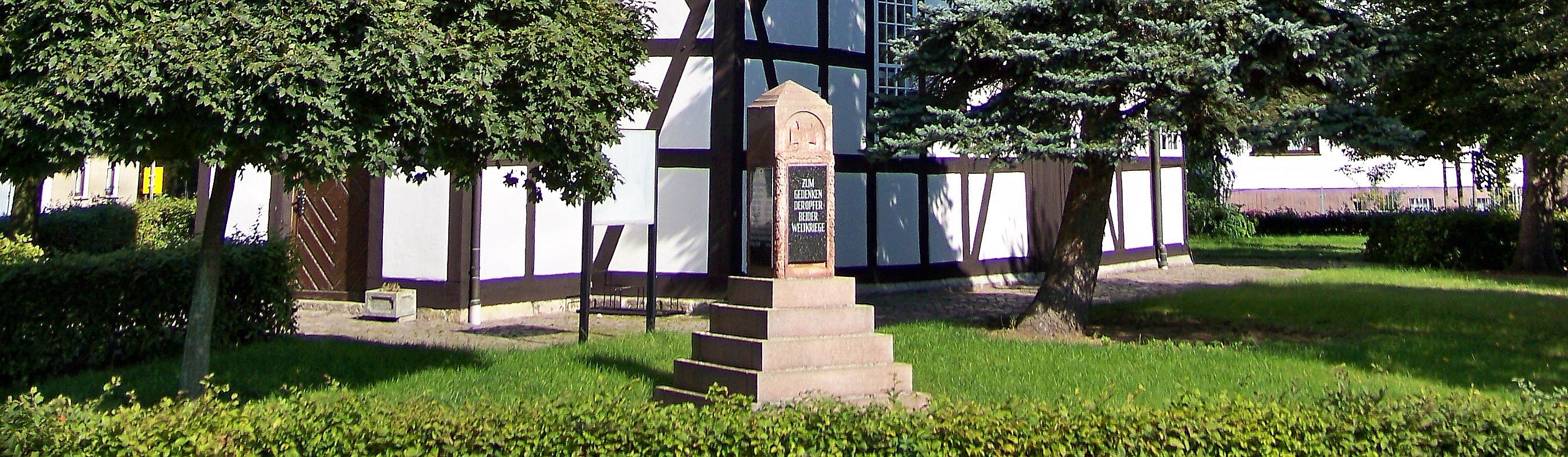